# Álvaro Ramos
Pour les articles homonymes, voir Ramos.
Álvaro Ramos, né le 14 avril 1992 à Iquique, est un footballeur chilien qui joue aux postes d'ailier au Deportes Iquique.

## Biographie

### Les débuts au Chili
Álvaro Ramos est formé au Deportes Iquique, qu'il intègre à l'âge de 12 ans. Lors de son passage avec les U16, U17 et U18, il se distingue par sa vitesse, son agilité et son habileté avec le ballon. Il fait ses débuts professionnels à l'âge de 16 ans en Primera B, deuxième division chilienne.
En 2010, alors qu'il joue pour les Dragones Celestes, il est élu meilleur jeune joueur du football chilien.
Le 12 mai 2024, il marque son 85e but sous le maillot du Deportes Iquique lors d'une victoire 2–1 contre le Deportivo Ñublense, dépassant le record de Manuel Villalobos (en) et devenant le meilleur buteur de l'histoire du club.

### Universidad Catolica
Il débute avec la Catolica le 14 juillet 2012, contre Santiago Wanderers. Il marque son premier but le 2 août 2012 contre Blooming, club bolivien. Peu de temps après, il marque dans le tournoi national de fermeture contre O'Higgins.

## Palmarès
Deportes Iquique
- Primera B
  - Vainqueur : 2010
- Coupe du Chili de football
  - Vainqueur : 2010

## Distinctions personnelles
Deportes Iquique
- Élu meilleur jeune joueur du football chilien : 2010